# ATP Challenger Lubbock
Der ATP Challenger Lubbock (offiziell: Lubbock Challenger) war ein Tennisturnier, das zwischen 2005 und 2008 in Lubbock, Texas, stattfand. Es gehörte zur ATP Challenger Tour und wurde im Freien auf Hartplatz gespielt.

## Liste der Sieger

### Einzel
| Jahr | Sieger        | Finalgegner    | Ergebnis       |
| ---- | ------------- | -------------- | -------------- |
| 2008 | John Isner    | Frank Dancevic | 7:62, 4:6, 6:2 |
| 2007 | Robert Smeets | Dušan Vemić    | 6:3, 7:67      |
| 2006 | Sam Querrey   | Noam Okun      | 6:1, 6:4       |
| 2005 | Ramón Delgado | Bobby Reynolds | 2:6, 7:65, 6:3 |

### Doppel
| Jahr | Sieger                       | Finalgegner                       | Ergebnis       |
| ---- | ---------------------------- | --------------------------------- | -------------- |
| 2008 | Roman Borvanov Artem Sitak   | Alex Bogomolow Dušan Vemić        | 6:2, 6:3       |
| 2007 | Alex Kuznetsov Ryan Sweeting | Rik De Voest Bobby Reynolds       | 6:3, 6:2       |
| 2006 | Chris Drake Scott Lipsky     | Goran Dragicevic Mirko Pehar      | 7:62, 6:3      |
| 2005 | Hugo Armando Glenn Weiner    | Jan-Michael Gambill Scott Oudsema | 5:7, 6:2, 7:67 |